# Corte de Apelaciones de Temuco
La Corte de Apelaciones de Temuco es una de las diecisiete cortes de apelaciones de Chile. Tiene asiento en la ciudad de Temuco, y su territorio jurisdiccional actual comprende la Región de la Araucanía.
Esta Corte es subrogada, recíprocamente, por la Corte de Apelaciones de Valdivia.

## Composición
Según el artículo 56 del Código Orgánico de Tribunales (COT), la Corte de Apelaciones de Temuco está compuesta por siete ministros, al igual que las Corte de Apelaciones de Arica, Antofagasta, La Serena, Talca, Rancagua y Valdivia. Además de ello, tiene dos fiscales judiciales (artículo 58 del COT), cinco relatores (artículo 59 del COT), y un secretario judicial (artículo 60 del COT).

## Localización

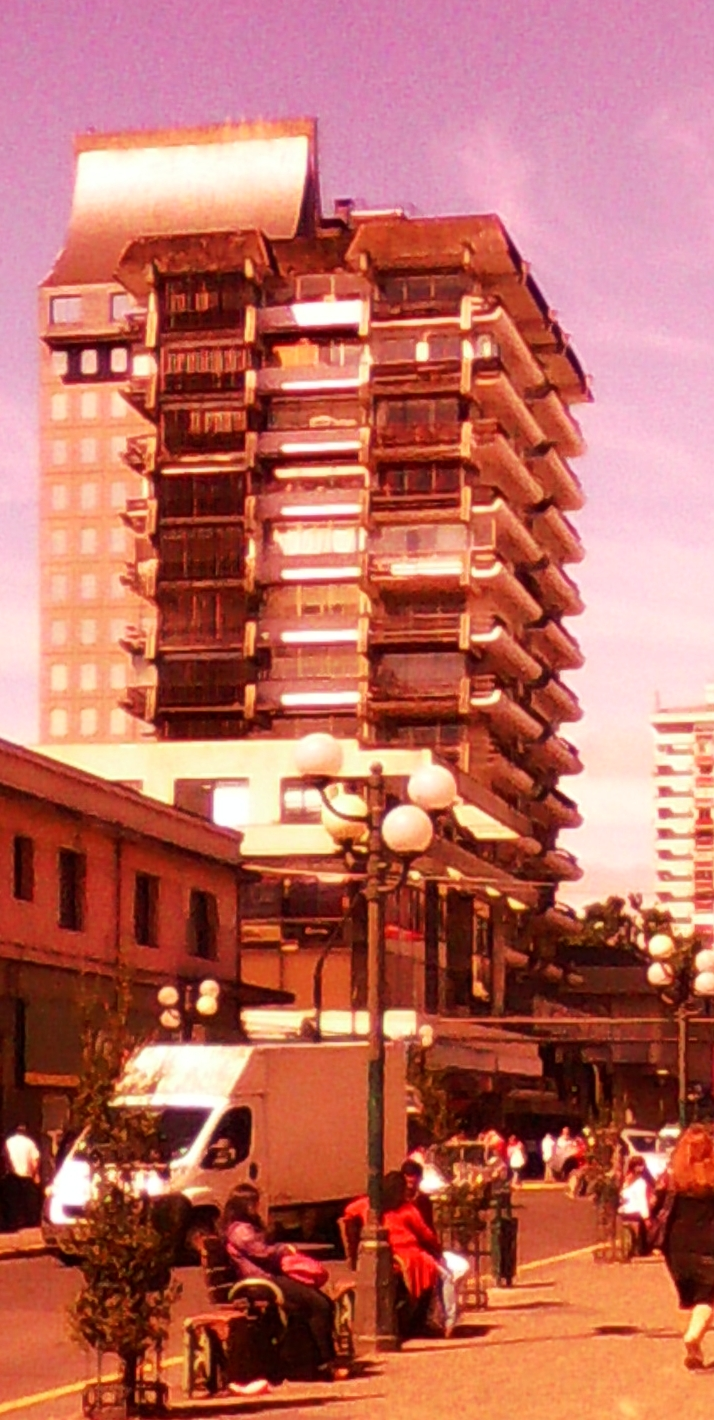
Antigua sede de la Corte de Apelaciones de Temuco, en la avenida Arturo Prat 535.

Región de La Araucanía, área jurisdiccional de la corte.

Por años, estuvo ubicada en Arturo Prat n.º 535, donde actualmente se encuentra la Secretaría Regional Ministerial de Bienes Nacionales. Luego, fue trasladada a su actual emplazamiento en calle Manuel Bulnes n.º 0355, en la misma explanada que el Tribunal de Juicio Oral en lo Penal de Temuco a los pies del Cerro Ñielol.

## Organización
Actualmente la Corte de Apelaciones de Temuco está compuesta por:
Presidente
- Álvaro Mesa Latorre"

Ministros
- Luis Alberto Troncoso Lagos
- Aner Ismael Padilla Buzada
- Julio César Grandón Castro
- Maria Elena Llanos Morales
- Alejandro Alfonso Vera Quilodrán
- Adriana Cecilia Aravena López

Fiscales
- María Tatiana Román Beltramin
- Oscar Luis Viñuela Aller

Relatores
- Leonel Torres Labbé
- Roberto Herrera Olivos
- Jorge Enrique Romero Adriazola
- Priscilla Karla Frantzen Cervantes

Abogados integrantes
- Marcelo Eduardo Neculmán Muñoz
- Roberto Contreras Eddinger
- Alexis Gómez Valdivia
- Reinaldo Osorio Ulloa
- José Alejandro Martínez Ríos

Secretario
- Wilfred Augusto Ziehlmann Zamorano

Oficial 1°
- Edith Sonia Pastor Abarca

Ex Ministros
- Lenin Lillo Hunzinker
- Leopoldo Andrés Llanos Sagristá
- Fernando Ignacio Carreño Ortega
- Victor Abdias Reyes Hernández
- Hector Bruno Eduardo Toro Carrasco